# Bacchylide
Bacchylides (sau Bachilide) a fost un poet antic grec din secolul al V-lea î.Hr, originar din Keos.
A fost contemporan și rival al lui Pindar și nepotul lui Simonide din Keos.

## Opera
Creația sa literară se compune în special din ode triumfale, peanuri și ditirambi.
Se remarcă imaginația, fluiditatea stilului și bogăția verbală.
Prin unele din poemele sale, l-a inspirat pe Horațiu.